# Бодлива хетодерма
Бодливите хетодерми (Chaetodermis penicilligerus) са вид животни от семейство Monacanthidae.
Те са незастрашен вид.
Таксонът е описан за пръв път от Жорж Кювие през 1816 година.